# Клуб Африкен
«Клуб Африкен» (араб. النادي الأفريقي‎) — спортивный клуб, основанный в 1920 году. Базируется в городе Тунис (Тунис). Футбольная секция является самой знаменитой ветвью этого спортивного клуба, однако имеются баскетбольная и гандбольная команды.

## История
«Клуб Африкен» мог быть основан в 1919 году, но название «Исламский клуб Африки» было рассмотрено французскими властями и одобрено лишь через год. Долгое время клуб существовал под французским флагом, однако владельцы клуба настаивали на том, чтобы клуб выступал под флагом Туниса. Наконец была одержана победа, благодаря тому, что клуб выступал в цветах флага Туниса (красно-белые цвета), а также благодаря президенту клуба, который был из Туниса. «Клуб Африкен» — одна из самых популярных футбольных команд в Тунисе.
В 1987—1990 годах главным тренером команды был советский тренер Казбек Туаев.

## Достижения

### Местные
- Чемпион Туниса (13): 1946/47, 1947/48, 1963/64, 1966/67, 1972/73, 1973/74, 1978/79, 1979/80, 1989/90, 1991/92, 1995/96, 2007/08, 2014/15
- Кубок Туниса
  - Победитель (13): 1965, 1967, 1968, 1969, 1970, 1972, 1973, 1976, 1992, 1998, 2000, 2017,2018.
  - Финалист (14): 1956, 1963, 1974, 1980, 1982, 1985, 1986, 1988, 1989, 1999, 2003, 2006, 2016, 2021.

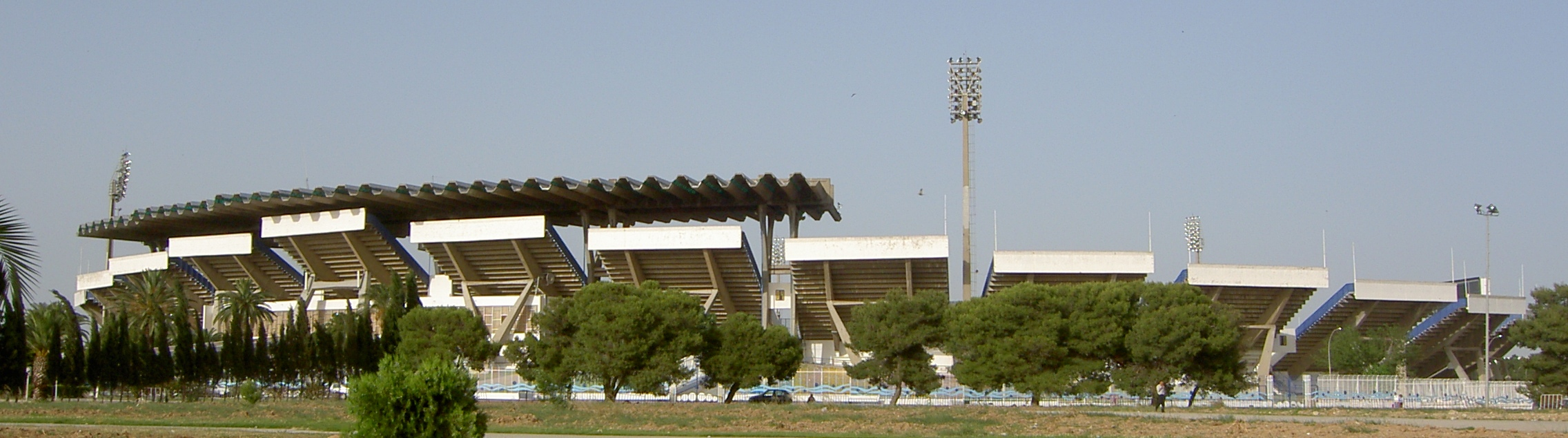
Домашний стадион

- Победитель Суперкубка Туниса (3): 1968, 1970, 1979

### Международные
- Лига чемпионов КАФ
  - Победитель: 1991
- Арабская лига чемпионов
  - Победитель: 1997
  - Финалист: 1988, 2003
- Арабский кубок обладателей кубков
  - Победитель: 1995
- Кубок Чемпионов УНАФ
  - Победитель: 2008, 2010